# Violencia en el noviazgo
El abuso en el noviazgo o la violencia en el noviazgo es la perpetración o amenaza de un acto de violencia por parte de al menos un miembro de la pareja al otro miembro en el contexto del noviazgo. También surge cuando una pareja intenta mantener el poder y el control sobre la otra a través del abuso o la violencia, por ejemplo, cuando una relación se ha roto. Este abuso o violencia puede adoptar diversas formas, como agresión sexual, acoso sexual, amenazas, violencia física, abuso verbal, mental o emocional, sabotaje social y acoso. Puede incluir abuso psicológico, chantaje emocional y manipulación psicológica.
De acuerdo con almendráris (2002), ha sido una creencia socialmente aceptada que el noviazgo es la época "ideal" de una pareja, sin embargo, la realidad se muestra diferente porque las jóvenes parejas muchas veces se enfrentan a situaciones violentas, Este tema ha significado un verdadero reto conceptual y metodológico, dependiendo de la perspectiva teórica o ideológica adoptada para su elucidación, prevalecerán factores diversos La violencia durante el noviazgo es un grave problema que afecta en grado considerable la salud física y mental de las adolescentes. Este tipo de violencia se identificó como un problema social a partir del estudio que realizó cuando se encontró que 30% de las estudiantes femeninas de la población de estudio tuvo amenazas o relaciones sexuales forzadas durante el noviazgo.2 A principios del decenio de los ochenta, la investigación de Makepeace llamó la atención del público sobre el problema de la violencia durante el noviazgo, tras encontrar que 20% de la muestra de estudiantes padeció violencia en la etapa del noviazgo adolescente.1 En estudios más recientes, se ha observado que la violencia durante el noviazgo es un problema que afecta a casi la mitad de las mujeres adolescentes en algunas poblaciones.3 Sin embargo, otras investigaciones han hallado prevalencias de violencia durante el noviazgo de 9 a 38.2%.4-11 Al comparar las prevalencias arrojadas por diferentes estudios, debe considerarse que las investigaciones sobre violencia durante el noviazgo utilizan distintas definiciones conceptuales y parámetros para medir la violencia, lo cual suministra cálculos variables de la magnitud de este tipo de violencia. 

## Estudio
En 1957 Alexis C. Kanin estudió mucho acerca y sobre las relaciones sexuales forzadas en el contexto de relaciones de noviazgo. Recién 1981 James M. Makepeace llamó la atención de la comunidad científica sobre la temática y advirtió que la violencia en el noviazgo es un grave problema que afecta de forma considerable la salud física y mental de los y las adolescentes.
El concepto se ha forjado como temática de estudio específica por ser un precursor de la violencia doméstica o violencia en el contexto de un matrimonio. Según la OMS "la expresión “violencia doméstica” se usa en muchos países para referirse a la violencia de pareja, pero puede abarcar también el maltrato infligido a niños y ancianos o el maltrato infligido por cualquier integrante de la familia". Esto es, estudiando los orígenes de la violencia en parejas casadas, en general mucho más grave y evidente, se llega a la conclusión de que ésta proviene de una violencia más sutil e invisibilizada en la época de noviazgo. Los esfuerzos de los y las especialistas se orientan hacia la prevención de la violencia doméstica, en parte, hacia la detección de las primeras señales de violencia que se manifiestan en esta primera época de vida de la pareja unida por primera vez.
Es común que en este tipo de relaciones se tienda a caer en círculos viciosos de los cuales es difícil salir, puesto que el agresor tiende a estar arrepentido del acto cometido. Este es el motivo por el cual suele pedir disculpas, se comporta de manera cariñosa tratando de enmendar el error, alega que no volverá a pasar o que el otro lo provocó y el agresor no quería; aunque tiempo después vuelva a cometer el mismo acto violento.
En la mayoría de los casos de violencia física en el noviazgo tiende a presentarse síntomas como el maltrato emocional o el psicológico, pidiendo cambios ya sean físicos o conductuales que al agresor le disgusten, como puede ser el caso de la vestimenta, amistades entre otras. Después de haber obtenido resultados con el maltrato psicológico o emocional suelen pasar al maltrato físico leve, que podría ser, dependiendo el caso, tirones, jalones de cabello o de brazos, arañazos, etc. Prosiguen con el maltrato físico moderado, golpes, bofetadas, patadas, etc. Es común que este tipo de conductas sean arrastradas hasta el matrimonio, donde dejan de ser una agresión moderada para pasar a ser un maltrato físico crónico, corriendo el riesgo de ser golpeados con brutalidad, al extremo de tener que necesitar atención médica, incluso provocando la muerte.[cita requerida]

## Prevalencia
La prevalencia de la violencia en relaciones de noviazgo ha sido estudiada por muchos autores y se han publicado índices de prevalencia desde 9 a 57 %. Es decir, entre el 9 y el 57 % de las personas ha sufrido violencia en una relación de noviazgo. Los motivos para tal dispersión se deben a diferencias en la definición de violencia, el método para evaluarla, el tipo de población y el periodo de tiempo evaluado. De todos modos, en la mayoría de los estudios se observa que las diferencias por género no son tan visibles como en parejas casadas o convivientes.
Según la Organización Mundial de la Salud, 3 de cada 10 adolescentes denuncian que sufren violencia en el noviazgo. Por otro lado muchas de las mujeres maltratadas durante el matrimonio vivieron violencia en el noviazgo.
El Instituto Mexicano de la Juventud dependiente de la Secretaria de Educación Pública de México realizó en 2007 una Encuesta sobre violencia en las relaciones de noviazgo entre personas de ambos sexos entre 15 y 24 años que en ese momento vivían una relación de noviazgo. Se obtuvo que el 15 % de los/las encuestados/as había experimentado al menos un incidente de violencia física con la pareja que tenían en el momento de la encuesta, de los cuales el 61 % eran mujeres. El 76 % fueron víctimas de violencia psicológica y el 16,5 % de las mujeres señaló haber sufrido un evento de violencia sexual por parte de su pareja.

### México
En México se estimó según cifras de la Universidad Nacional Autónoma de México(UNAM) que del 100% de los casos existentes en el país, solo del 4 al 10 % realizan una denuncia sobre ello, esto se debe según la Dra. Claudia Ivethe Jaen Cortés de la Facultad de Psicología (FP) a la revictimización de los denunciantes y a la falta de conocimiento en materia legal y sus procedimientos. 
Los datos de la Encuesta Nacional sobre Violencia en el Noviazgo (Envin) realizada en el 2007 por el Instituto Nacional de la Juventud arrojó que de cada 10 adolescentes y jóvenes de 15 años y más, 7 de ellos declararon haber vivido una agresión en primera instancia psicológica, seguida por la física y en casos graves sexual.
Ahora bien, la Encuesta Nacional sobre la Dinámica de las Relaciones en los Hogares de 2016 (Endireh) realizada por el Instituto Nacional de las Mujeres mostró que 66% de las mujeres en un rango de edad de los 25 a los 34 años, expresó haber vivido violencia de algún tipo y de estas cifras, 4 de cada 10 manifestaron haber vivido violencia en el noviazgo durante su última relación.

## Formas de maltrato
Las formas de maltrato se pueden clasificar en cinco categorías; de la más a la menos frecuente son: Psicológica, Emocional, Física, Económica y Sexual.

### Maltrato psicológico
La violencia psicológica en la pareja es una forma de abuso psíquico, que tiene lugar en la relación de dos personas que deciden convivir o vincularse afectivamente para compartir un proyecto en común. Son comportamientos que se convierten en agresiones y daños, de los cuales el agresor puede o no tener conciencia. Implica coerción, supone la amenaza de la violencia física o corporal y en muchas ocasiones es peor que la violencia física. Se enfatiza con el tiempo y cuanto más perdura mayor es el daño, produce un deterioro en la víctima que la imposibilita para defenderse.
"La violencia psicológica es una conducta pasiva o activa practicada en descrédito, deshonra o menosprecio al valor de la dignidad personal del hombre o la mujer, de igual forma los maltratos, negligencias, humillaciones, amenazas y comparaciones destructivas que puedan afectar la autoestima de la persona y que perjudique su desarrollo operativo, lo que puede generar depresión o incluso el suicidio".
Las conductas más frecuentes son:
- «Decir que eres acreedor(a) de un golpe (aunque no lo lleve a cabo)»,
- «celos excesivos»,
- «llamar varias veces al día para averiguar que está haciendo el otro»,
- «controlar su tiempo o sus actividades cotidianas»,
- «imponer el punto de vista»,
- «acusar injustamente de ser infiel»
- « tratar de cambiar el modo de vestir del otro»

### Maltrato emocional
Son actos de naturaleza verbal o no verbal que generan intencionalmente en la víctima ansiedad, temor o miedo, tal como las intimidaciones y las amenazas. Incluye las amenazas o los actos de violencia dirigidos a un familiar o a un conocido de la víctima, a sus bienes o hacia el agresor mismo, realizados con el mismo fin. Las conductas más frecuentes son:
- «Llegar borracha(o) a la casa a hacer escándalo»,
- «maltrato físico, después llorar y alegar que ella(él) es el amor de tu vida y que no habrá dos como ella (él)»,
- «Romper o destruir algún bien personal del otro intencionalmente»,
- «Amenazar con tener una relación con otra persona» y
- «Amenazar con hacerse daño a sí misma(o), si el otro no hacía algo que ella (él) dijo».

Otros comportamientos de que son signo que la pareja está ejerciendo violencia son:
- Controla todo lo que se hace y exige explicaciones. Quiere saber con lujo de detalles a dónde va la otra persona, dónde estuvo, con quiénes se encontró o a quiénes se va a ver, los horarios y el tiempo que se permaneció en cada lugar, cuánto tiempo se estará fuera, el horario de regreso, etc. Y para comprobar que se dice la verdad, llama constantemente.
- Revisa las pertenencias de la pareja, su diario, celular o correo electrónico para conocer "la verdad".
- Vigila, critica o pretende que se cambie la manera de vestir, de peinarse, de maquillarse, de hablar o de comportarse.
- Presiona para hacer dietas o ejercicio.
- Hace sentir menor al comparar con otras personas.
- Prohíbe, amenaza o manipula con respecto a los estudios, el trabajo, las costumbres, las actividades o las relaciones que se desarrollan.
- Decide cuando verse, a qué hora, dónde, tipos de salidas, etc.; todo de acuerdo a su conveniencia.
- Si se le preguntas o se le pide alguna explicación, se exalta y/o culpa a los demás por estar en contra de su relación, pero jamás responde a su conducta.
- Se niega a conversar o a discutir con franqueza acerca de los conflictos o los desacuerdos de la pareja.
- Coquetea con otras personas en presencia de la pareja o en secreto.
- Es una persona agradable, simpática y respetuosa con los demás pero totalmente diferente con la pareja.
- Tiende a hacer escándalos en público o en privado por cualquier causa.
- Se enoja y practica la ley del hielo (no dirigir la palabra) por mucho tiempo.
- Provoca miedo por sus reacciones. Presiona para tener relaciones sexuales. Limita y trata de acabar la relación que se tiene con los parientes, amigos, vecinos y/o compañeros de estudio o trabajo, ya que no confía en que puedan ser una buena influencia.
- Caricias agresivas.

### Maltrato físico
Son actos sobre el cuerpo de la persona, que producen daño o dolor sobre la misma (golpes, jalones, tirones, patadas, cachetadas, mordidas, pellizcos, intento de estrangulamiento, etc.). Las conductas más frecuentes son:
- «Apretar fuerte con intención de retener»
- «Golpear con una parte del cuerpo (con el puño, un pie, etc)»
- Exigir tener relaciones sexuales.
- Empujones o pellizcos.
- Incluso matar a la víctima

### Maltrato económico y patrimonial
Cuando se fuerza a la otra persona a depender económicamente del agresor, no dejándola trabajar o por otros medios; ejercer control sobre los recursos financieros de la víctima o explotarla económicamente. Las conductas más frecuentes son:
- «No permitirle trabajar o estudiar u obligar a abandonar un trabajo o unos estudios que venía realizando».
- Negarle dinero para abastecer la despensa del hogar o medicinas.
- Negar la tarifa alimenticia.

### Maltrato sexual
Véase también Abuso sexual y Acoso sexual
Son actos obligados, no consentidos por la víctima, orientados a satisfacer necesidades o deseos sexuales del o la victimario/a. Las conductas más frecuentes son:
- «Forzar a tener relaciones sexuales» y
- «Obligar a tener comportamientos sexuales que no le agradaban o con los que no se sentía a gusto».

### Negligencia
Es conocida como negligencia al no acto oportuno o la proporción debida de recursos (fínancieros, servicios o materiales) a la pareja que se deriva de no proporcionar (o no hacerlo debidamente) recursos financieros o materiales, información o servicios a la pareja, cuando esta lo requiere y este se encontraba en capacidades para hacerlo, así como la omisión en caso de no advertir a la pareja sobre algún peligro inminente que pudiese afectar su integridad física o psicológica.

## Factores de riesgo
Existen una cantidad de factores que tiene correlación estadística con el hecho de ser víctima o perpetrador de violencia, lo cual no significa que sean las causas de la violencia. Estos factores son:

### Individuales
Los factores relacionados con el hecho de ser perpetrador de violencia son:
- Haber estado expuesto en la niñez a modelos de agresión inter-parentales.
- Admitir la violencia como método de resolución de conflictos interpersonales.
- Alto nivel de ira.
- Bajo nivel de autoestima
- Actitudes sexistas

Los factores relacionados con la victimización son:
- Consumo de alcohol o drogas.
- Sentimientos de desesperanza o baja autoestima.
- Mantener conductas sexuales de riesgo.
- Embarazo.
- Formas de control del peso no saludables.

### Relacionales
Tanto para ser víctima como para ser perpetrador:
- Alta tasa de relaciones conflictivas y mayor número de parejas.

### Comunitarios
- Altas concentraciones de pobreza.
- Bajo nivel de participación comunitaria, de organización social.
- Exposición a la violencia en la comunidad.

### Relacionados con el grupo de iguales
- Tener amigos que han sufrido violencia en la pareja.
- Tener amigos que utilizan la violencia

## Evolución de la Violencia de Género en parejas
En el marco de la conferencia mexicana Violencia en el noviazgo, cultura de la paz y comunidad libre de violencia llevada a cabo en 2017, la Dra. Irene Regina Casique Rodríguez, investigadora del Centro Regional de Investigaciones Multidisciplinarias hizo referencia a que la violencia en el noviazgo trabaja cíclicamente en 3 etapas principales que inicia con la llamada acumulación de tensión (por medio de burlas,, amenazas, excusas), sigue con la explosión violenta (en la que todo causa una agresión) y finaliza con la llamada luna de miel (en ella el agresor promete no volver a causar daños y ruega perdón) 

### Comienzo del maltrato
•     Primeros años de convivencia: empieza la violencia y el aislamiento social progresivo de la víctima
•     Desencadenante de la primera reacción de violencia: gesto, palabra, actitud. Con frecuencia en el primer embarazo.
Precipitantes:
- Vulnerabilidad física, psicológica y económica de la mujer
- Celos del niño no nacido
- Consumo
- Aumento de estresores

### Segunda fase: Ciclo de violencia continúa
•     El objetivo del agresor no es lesionar sino someter a la víctima de forma perpetua
•     El mecanismo de la violencia es unidireccional: inevitable para la víctima
•     La violencia entra en periodos de latencia/arrepentimiento
•     Agravamiento o pérdida de control: muerte o lesiones graves
•     Estructura del ciclo (de horas a años)
•     Periodo de acumulación o construcción de la tensión
•     Periodo de violencia
•     Periodo de contrición o arrepentimiento
•     Mal pronóstico
•     Las inhibiciones cognitivas y sociales se rompen
•     La violencia es una estrategia muy eficaz para controlar el comportamiento
•     Embotamiento de la empatía. El sufrimiento de la víctima se constituye en disparador de la agresión.
•     Con la edad la violencia emocional sustituye a la física

### Motivos de permanencia con el agresor
•     Dependencia económica (en disminución)
•     Carencia de formación profesional (en disminución)
•     Dependencia emocional
-     Baja autoestima + sometimiento = vínculo emocional fuerte
-     Idealización y autoengaño. Lástima y pena por el agresor. “El amor lo puede todo”. Creer que el agresor es víctima.
•     Creencias sexistas adquiridas durante el proceso de socialización
•     Creencia en la familia como valor absoluto y que debe mantenerse unida a toda costa
-     Existencia de niños pequeños. “Un niño no puede crecer sin padre”
-     Creencia de que ellas solas no pueden mantener a sus hijos
-     Temor a perder a los hijos. Amenazas por parte del agresor.
•     Temor a las represalias
-     Amenazas: muerte, pérdida de los hijos, acciones contra otros miembros de la familia, etc.
•     Medios de comunicación y aprendizaje vicario.
•     Carencia de apoyos

## Métodos para prevenir la violencia de pareja

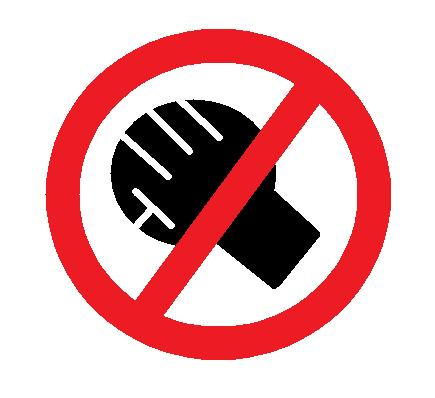

En los últimos años varias revisiones internacionales han recabado los datos existentes sobre métodos efectivos o  prometedores para prevenir  la violencia contra la mujer, incluida la de pareja, y responder a ella. La OMS ha compilado esos datos y ha llegado a la conclusión de que es necesaria una colaboración integral, multisectorial y de largo plazo entre los gobiernos y la sociedad civil en todos los niveles del marco ecológico.
Las revisiones mencionadas compiladas en una hoja informativa: "Comprender y abordar la violencia contra las mujeres. Violencia infligida por la pareja". han identificado un conjunto de estrategias específicas tales como:
- reforma de los marcos jurídicos en lo civil y lo penal
- campañas de difusión y sensibilización para hacer conocer mejor la legislación vigente
- fortalecimiento de los derechos civiles de las mujeres en relación con el divorcio, la propiedad y la manutención y custodia de los hijos
- formación de coaliciones entre el gobierno e instituciones de la sociedad civil
- establecimiento de la base de evidencia para la sensibilización y la concientización
- aprovechamiento de la comunicación encaminada al cambio comportamental para conseguir cambios sociales
- transformación de instituciones enteras en cada sector utilizando la perspectiva de género; en particular, integrar la atención a la violencia contra la mujer en los servicios de salud sexual y reproductiva
- promoción del empoderamiento social y económico de mujeres y muchachas
- generación de respuestas integrales de los servicios a las supervivientes de violencia de pareja en las comunidades
- creación de programas sobre aptitudes para la vida y programas escolares
- fomento de la participación de hombres y muchachos para promover la no violencia y la igualdad entre los géneros
- ofrecimiento de servicios de intervención precoz a las familias en riesgo.

La violencia ocurre en alrededor de entre el 3% y el 10% de las relaciones íntimas de los jóvenes. La violencia psicológica, física y sexual en las relaciones de pareja tiene un impacto significativo en la salud mental y física de los jóvenes. Asimismo, esta puede generar consecuencias a largo plazo, como depresión, trastornos alimenticios y abuso de sustancias, además de afectar el rendimiento escolar. Por ello, se ha planteado analizar la efectividad de ciertos programas escolares que buscan reducir o prevenir la violencia de pareja en los jóvenes.
Una revisión sistemática de 23 estudios realizados en Estados Unidos y Canadá, concluyó que los programas de prevención mejoran el conocimiento de los jóvenes con respecto a la violencia de pareja y su actitud hacia la misma. Sin embargo, estos estudios sugieren que dichos programas tienen poco impacto sobre el comportamiento. Por esto, los programas vigentes necesitan ser diseñados para apoyar de mejor manera los cambios de comportamiento, posiblemente a través de los componentes de formación de habilidades entre los estudiantes. Asimismo, estudios futuros deberían centrarse más en la medición de los comportamientos reales, en lugar de solamente conocimientos y actitudes.

## Consecuencias
Las consecuencias para la víctima de violencia en el noviazgo incluyen la perdida de autoestima, depresión, ansiedad, abuso de sustancias como alcohol. drogas, ideas suicidas y alexitimia (o incapacidad para sentir).
En cuanto al victimario usualmente sufre un deterioro en sus relaciones interpersonales derivada de problemas de ira y control de agresividad, acompañado por baja autoestima o sentimientos de inseguridad o problemas de salud mental, aunado a los delitos en materia legal y penal que se le atribuyen a cada tipo de violencia que ha ejercido.

## Marco Legal

### México
En México los instrumentos jurídicos más relevantes dentro del marco del combate a la violencia en el noviazgo son: 
1. Ley General de Acceso de las Mujeres a una Vida Libre de Violencia (LGAMVLV): Aunque no hace referencia directa al noviazgo, en ella se establecen los distintos tipos de violencia así como la obligación del estado mexicano de garantizar a las mujeres estrategias de prevención, atención, investigación, sanción y reparación de daño en caso de violencia.
2. Códigos Penales Estatales y el Código Penal Federal: Similar a la anterior, no hace referencia directa al noviazgo, sin embargo hace tipifica una serie de conductas ligadas a la violencia que puede ser ejercida dentro de cualquier etapa en una relación de pareja. Habla de delitos como lesiones, amenazas, violación, abuso sexual, hostigamiento y acoso sexual, por mencionar algunas.
3. Ley General de Víctimas: Esta ley busca garantizar los derechos de las víctimas de delitos que atenten contra sus derechos humanos e incluye aspectos como el acceso a la justicia, la atención jurídica y psicológica, la protección por parte del estado mediante medidas precautorias, y la reparación del daño.
4. Normas Oficiales Mexicanas (NOM): En específico la NOM-046-SSA2-2005 "Violencia familiar, sexual y contra las mujeres. Criterios para la prevención y atención."
5. Tratados Internacionales: Dentro de las que se encuentran la Convención sobre la Eliminación de Todas las Formas de Discriminación contra la Mujer (CEDAW) y la Convención Interamericana para Prevenir, Sancionar y Erradicar la Violencia contra la Mujer ("Convención de Belém do Pará")